# Alexei Iwanowitsch Alypow
Alexei Iwanowitsch Alypow (russisch Алексей Иванович Алыпов; * 17. Junijul. / 30. Juni 1902greg. im Dorf Nikulinzy bei Nolinsk; † 1. September 1942) war ein sowjetischer Brückenbau-Ingenieur.

## Leben
Alypow absolvierte Monteur-Kurse für die Montage von Landwirtschaftsmaschinen in Glasow und arbeitete dort bis Ende 1920. Nach der Musterung in Orlow wurde er zur RabFak der Ural-Universität in Jekaterinburg geschickt. Darauf studierte er am Leningrader Institut für Verkehrswege.
Nach dem Studium wurde Alypow eine Arbeitsstelle im Leningrader Projektierungskontor unter der Leitung Grigori Perederis zugewiesen. Die begonnene Aspirantur unterbrach er, um praktisch zu arbeiten. In den Werken in Donezk und Dnepropetrowsk lernte er die technischen Verfahren kennen und beteiligte sich an der Montage der Tragwerke für den Bau von Brücken über die Düna und später über den Ob bei Nowosibirsk. Er projektierte Eisenbahnbrücken über die Olschanka für die Rjasan-Ural-Eisenbahn, über den Jurjusan für die Südural-Eisenbahn und über den Amur bei Komsomolsk am Amur.
Zur Fortführung der Aspirantur kehrte Alypow 1932 in die nun Leningrader Abteilung der Staatlichen Transportwesen-Projektierungsbehörde Gosprojekttrans zurück und leitete die Sektion für Metallbrückenbau. Später wurde er Chef des Sektors für Eisenbahnstreckenbauten. Nach dem Abschluss der Aspirantur projektierte er Objekte für die Zweigleisigkeit der Ussuri- und der Transbaikal-Eisenbahn. Im Auftrag der Sojustransprojekt projektierte er Bauten für die Strecke Waluiki-Balaschow-Pensa.
Im Sommer 1940 wurde Alypow vom Volkskommissariat für Verkehrswege (NKPS) zur Nord-Petschora-Eisenbahn abkommandiert. 1941 mit Beginn des Deutsch-Sowjetischen Kriegs arbeitete er als Oberingenieur in der NKPS-Behörde. Nach der Schlacht um Tichwin baute er im Auftrag des Militär-Kommandos Streckenbauten im Abschnitt Tichwin-Wolchow wieder auf. Im Mai 1942 wurde er Chefingenieur des Wojenwosttransprojekt der Hauptverwaltung der Militärwiederaufbau-Arbeiten. Beim Wiederaufbau einer Brücke wurde er am 1. September 1942 durch eine Bombardierung getötet.

## Ehrungen
- Held der sozialistischen Arbeit mit Leninorden (postum 1943)[2]